# Johan Abma
Johan Abma (Sneek, 5 mei 1969) is een Nederlands voormalig profvoetballer uit de provincie Friesland, die de erenaam "Mister Cambuur" draagt omdat hij het clubrecord bezit wat het aantal wedstrijden aangaat.

## Carrière
Johan Abma begon met voetballen bij Hubert Sneek in Sneek en kwam later bij de jeugd van Cambuur terecht, waar hij in het seizoen 1988/1989 in het eerste debuteerde. Hij speelde in de verdediging en zou zijn hele voetbalcarrière bij Cambuur doorbrengen. Zijn beste jaar was het kampioensjaar bij Cambuur. In het seizoen 1991/1992 werd hij met de club kampioen van de Eerste Divisie en promoveerde naar de Eredivisie. Het avontuur in de hoogste klassen duurde twee jaar en met Cambuur keerde Abma terug naar de Eerste Divisie. Vier jaar later kwamen zij via de nacompetitie weer op het hoogste niveau te spelen in de seizoenen 1998/1999 en 1999/2000, waarna degradatie volgde.
Na zoveel jaren bij Cambuur was het einde van zijn laatste seizoen 2002/2003 voor hem zeer sneu toen hij te horen kreeg dat Cambuur niet langer gebruik wilde maken van zijn diensten. Ondanks eerdere toezeggingen kon hij na vijftien trouwe dienstjaren niet rekenen op een nieuwe aanbieding.

## Mister Cambuur
Abma zal de rest van zijn leven waarschijnlijk wel Mister Cambuur blijven. Het totaal aantal voetbalwedstrijden dat hij in de hoofdmacht van Cambuur speelde bedraagt 527 keer en dat houdt een clubrecord in.

## Club
| Seizoen   | Club               | Divisie        | Wedstrijden | Goals |
| --------- | ------------------ | -------------- | ----------- | ----- |
| 1988/'89  | SC Cambuur         | Eerste divisie | 14          | 0     |
| 1989/'90  | Cambuur Leeuwarden | Eerste divisie | 36          | 2     |
| 1990/'91  | Cambuur Leeuwarden | Eerste divisie | 37          | 1     |
| 1991/'92  | Cambuur Leeuwarden | Eerste divisie | 35          | 4     |
| 1992/'93  | Cambuur Leeuwarden | Eredivisie     | 32          | 1     |
| 1993/'94  | Cambuur Leeuwarden | Eredivisie     | 28          | 0     |
| 1994/'95  | Cambuur Leeuwarden | Eerste divisie | 28          | 0     |
| 1995/'96  | Cambuur Leeuwarden | Eerste divisie | 28          | 1     |
| 1996/'97  | Cambuur Leeuwarden | Eerste divisie | 33          | 0     |
| 1997/'98  | Cambuur Leeuwarden | Eerste divisie | 34          | 3     |
| 1998/'99  | Cambuur Leeuwarden | Eredivisie     | 32          | 2     |
| 1999/2000 | Cambuur Leeuwarden | Eredivisie     | 23          | 1     |
| 2000/2001 | Cambuur Leeuwarden | Eerste divisie | 33          | 2     |
| 2001/2002 | Cambuur Leeuwarden | Eerste divisie | 30          | 2     |
| 2002/2003 | Cambuur Leeuwarden | Eerste divisie | 29          | 0     |